# Крупнейшие авиационные катастрофы штатов США
Это список авиационных катастроф, которые являются крупнейшими в штатах США, на территории которых произошли. Указанные в списке катастрофы выбирались по наибольшему числу погибших, включая во всех участвовавших в происшествии воздушных судов (в случае столкновения) и погибших на земле. Если в штате таких катастроф две и более, то указывается более ранняя.
Всего в состав США входят 50 штатов; также в список дополнительно включён федеральный округ Колумбия, который не входит в ни в один из штатов.

## Список
| Штат                       | Место                         | ЧП  | Дата                  | Изображение                                                                          | ВС                   | Оператор                                      | Описание                                                                                                  | И      |
| -------------------------- | ----------------------------- | --- | --------------------- | ------------------------------------------------------------------------------------ | -------------------- | --------------------------------------------- | --- | ------ |
| Айдахо                     | Бэр-Лейк                      | 40  | 7 января 1953 года    | Curtiss-Wright C-46F-1-CU Commando                                                   | C-46F-1-CU           | Associated Air Transport                      | Снижение с эшелона и столкновение с горой (подробнее…)                                                    | [ 1 ]  |
| Айова                      | Су-Сити                       | 111 | 19 июля 1989 года     |                                                                                      | DC-10-10             | United Airlines                               | Потеря управления из-за разрушения двигателя (подробнее…)                                                 | [ 2 ]  |
| Алабама                    | 11 км СЗ Бирмингема           | 13  | 10 июля 1991 года     | Beechcraft C99                                                                       | Beech C99            | L'Express Airlines                            | При заходе на посадку в СМУ вышел из-под контроля и перейдя в скольжение упал на жилой район (подробнее…) | [ 3 ]  |
| Аляска                     | 35 км З Джуно                 | 111 | 4 сентября 1971 года  | Boeing 727-193 компании Alaska Airlines                                              | B727-100             | Alaska Airlines                               | При заходе на посадку из-за преждевременного снижения врезался в гору (подробнее…)                        | [ 4 ]  |
| Аризона                    | Большой каньон                | 128 | 30 июня 1956 года     | Douglas DC-7 компании United Air Lines                                               | L-1049 DC-7          | Trans World Airlines United Air Lines         | Столкновение в воздухе (подробнее…)                                                                       | [ 5 ]  |
| Арканзас                   | Гудвин                        | 17  | 14 января 1936 года   | Douglas DC-2 компании American Airlines                                              | DC-2-120             | American Airlines                             | При полёте на малой высоте врезался в деревья (подробнее…)                                                | [ 6 ]  |
| Вайоминг                   | Медисин-Боу, близ Сентенниала | 66  | 6 октября 1955 года   | Douglas DC-4 компании United Air Lines                                               | DC-4                 | United Air Lines                              | Отклонился от маршрута и врезался в гору (подробнее…)                                                     | [ 7 ]  |
| Вашингтон                  | Мозес-Лейк                    | 87  | 20 декабря 1952 года  | Douglas C-124A-DL Globemaster II американских ВВС                                    | C-124A-DL            | ВВС США                                       | Сваливание при взлёте из-за застопоренных рулей (подробнее…)                                              | [ 8 ]  |
| Вермонт                    | гора Хокс, близ Перкинсвилла  | 12  | 15 июня 1947 года     | Boeing B-29 американских ВВС                                                         | B-29                 | ВВС США (64-я бомбовая эскадрилья)            | Отклонился от маршрута и врезался в гору                                                                  | [ 9 ]  |
| Виргиния                   | Кларк, близ Берривилла        | 92  | 1 декабря 1974 года   | Разбившийся самолёт                                                                  | B727-231             | Trans World Airlines                          | При заходе на посадку из-за преждевременного снижения врезался в гору (подробнее…)                        | [ 10 ] |
| Висконсин                  | Баффало, близ Уиноны          | 37  | 29 августа 1948 года  | Martin 2-0-2 компании Northwest Airlines                                             | M202                 | Northwest Airlines                            | При пролёте грозы из-за усталостных трещин отделилось крыло (подробнее…)                                  | [ 11 ] |
| Гавайи                     | Пали-Кеа, Оаху                | 66  | 22 марта 1955 года    | Douglas R6D-1 Liftmaster Военно-морского флота США                                   | R6D-1                | ВМФ США                                       | При заходе на посадку врезался в гору (подробнее…)                                                        | [ 12 ] |
| Делавэр                    | Нью-Касл                      | 5   | 18 ноября 1947 года   | L-049 компании Trans World Airlines                                                  | L-049                | Trans World Airlines                          | В учебном полёте при заходе на посадку врезался в землю до ВПП                                            | [ 13 ] |
| Джорджия                   | Нью-Хоуп                      | 72  | 4 апреля 1977 года    | Разбившийся самолёт                                                                  | DC-9-31              | Southern Airways                              | Вынужденная посадка на шоссе из-за отказа двигателей (подробнее…)                                         | [ 14 ] |
| Западная Виргиния          | Хантингтон                    | 75  | 14 ноября 1970 года   | McDonnell Douglas DC-9-31 компании Southern Airways                                  | DC-9-31              | Southern Airways                              | При заходе на посадку врезался в холм (подробнее…)                                                        | [ 15 ] |
| Иллинойс                   | Чикаго                        | 273 | 25 мая 1979 года      | Разбившийся самолёт                                                                  | DC-10-10             | American Airlines                             | Из-за отрыва двигателя после взлёта упал близ трейлерного парка (подробнее…)                              | [ 16 ] |
| Индиана                    | Шелби, близ Индианаполиса     | 83  | 9 сентября 1969 года  | McDonnell Douglas DC-9-31 авиакомпании Allegheny Airlines · Piper PA-28-140 Cherokee | DC-9-31 PA-28-140    | Allegheny Airlines частный                    | Столкновение в воздухе (подробнее…)                                                                       | [ 17 ] |
| Калифорния                 | Сан-Диего                     | 144 | 25 сентября 1978 года | Разбившийся самолёт                                                                  | B727-214 Cessna 172  | Pacific Southwest Airlines Gibbs Flite Center | Столкновение в воздухе и падение на город (подробнее…)                                                    | [ 18 ] |
| Канзас                     | Уичито                        | 30  | 16 января 1965 года   | Boeing KC-135A Stratotanker американских ВВС                                         | KC-135A-BN           | СК ВВС США                                    | Из-за потери управления после взлёта упал на город (подробнее…)                                           | [ 19 ] |
| Кентукки                   | Северный Кентукки, Цинциннати | 70  | 20 ноября 1967 года   | Разбившийся самолёт                                                                  | CV-880-22            | Trans World Airlines                          | При посадке врезался в деревья (подробнее…)                                                               | [ 20 ] |
| Колорадо                   | Лаример, близ Форт-Коллинса   | 50  | 30 июня 1951 года     | Douglas DC-6 компании United Air Lines                                               | DC-6                 | United Air Lines                              | При заходе на посадку врезался в гору (подробнее…)                                                        | [ 21 ] |
| Вашингтон (округ Колумбия) | Потомак                       | 78  | 13 января 1982 года   | Boeing 737—222 компании Air Florida                                                  | B737-222             | Air Florida                                   | При взлёте потерял высоту и врезался в мост (подробнее…)                                                  | [ 22 ] |
| Коннектикут                | Нью-Хейвен                    | 28  | 7 июня 1971 года      | Convair CV-580 компании Allegheny Airlines                                           | CV-580               | Allegheny Airlines                            | При заходе на посадку врезался в землю до ВПП (подробнее…)                                                | [ 23 ] |
| Луизиана                   | Кеннер                        | 153 | 9 июля 1982 года      | Разбившийся самолёт                                                                  | B727-235             | Pan American World Airways                    | При взлёте в грозу упал на город (подробнее…)                                                             | [ 24 ] |
| Массачусетс                | Логан, Бостон                 | 88  | 31 июля 1973 года     | McDonnell Douglas DC-9-31 компании Delta Air Lines                                   | DC-9-31              | Delta Air Lines                               | При посадке снизился под глиссаду и врезался в дамбу (подробнее…)                                         | [ 25 ] |
| Миннесота                  | Сент-Луис, близ Хиббинга      | 18  | 1 декабря 1993 года   | BAe Jetstream 31 компании Express Airlines                                           | Jetstream 31         | Northwest Airlink (Express Airlines)          | При заходе на посадку врезался в деревья (подробнее…)                                                     | [ 26 ] |
| Миссисипи                  | близ Джэксона                 | 17  | 14 июня 1945 года     | Curtiss C-46 Commando американских ВВС                                               | C-46D-15             | ВВС США                                       | При заходе на посадку был поражён ударом молнии и упал в лес                                              | [ 27 ] |
| Миссури                    | Патнам, близ Юнионвилла       | 45  | 22 мая 1962 года      | Boeing 707—124 компании Continental Airlines                                         | B707-124             | Continental Airlines                          | Взорван убийцей-самоубийцей и разрушился в воздухе (подробнее…)                                           | [ 28 ] |
| Мичиган                    | Ромьюлус, Метро Детройт       | 156 | 16 августа 1987 года  | McDonnell Douglas MD-82 компании Northwest Airlines                                  | MD-82                | Northwest Airlines                            | При взлёте с неправильной конфигурацией потерял высоту и упал на шоссе (подробнее…)                       | [ 29 ] |
| Монтана                    | Силвер-Боу, близ Бьютта       | 21  | 7 ноября 1950 года    | Martin 2-0-2 компании Northwest Airlines                                             | M202                 | Northwest Airlines                            | При заходе на посадку врезался в гору                                                                     | [ 30 ] |
| Мэн                        | Саут-Портленд                 | 21  | 11 июля 1944 года     | Douglas A-26 Invader американских ВВС                                                | A-26B-5              | ВВС США                                       | При заходе на посадку упал на трейлерный парк (подробнее…)                                                | [ 31 ] |
| Мэриленд                   | Элктон                        | 81  | 8 декабря 1963 года   |                                                                                      | B707-121             | Pan American World Airways                    | Взорвался в воздухе после поражения молнией (подробнее…)                                                  | [ 32 ] |
| Небраска                   | Ричардсон, близ Фолс-Сити     | 42  | 6 августа 1966 года   | Разбившийся самолёт                                                                  | BAC 1-11-203AE       | Braniff Airways                               | Разрушился в воздухе из-за турбулентности при пролёте близ грозы (подробнее…)                             | [ 33 ] |
| Невада                     | Тахо, близ Саут-Лейк-Тахо     | 85  | 1 марта 1964 года     | Lockheed L-049A Constellation компании Paradise Airlines                             | L-049A               | Paradise Airlines                             | При уходе на второй круг врезался в гору (подробнее…)                                                     | [ 34 ] |
| Нью-Гэмпшир                | Графтон, близ Лебанона        | 32  | 25 октября 1968 года  | Fairchild Hiller FH-227                                                              | FH-227C              | Northeast Airlines                            | При заходе на посадку врезался в гору (подробнее…)                                                        | [ 35 ] |
| Нью-Джерси                 | Атлантика                     | 73  | 4 апреля 1933 года    | Разбившийся дирижабль                                                                | ZRS-4 «Akron»        | ВМФ США                                       | При полёте в шторм упал в океан (подробнее…)                                                              | [ 36 ] |
| Нью-Йорк                   | Нью-Йорк                      | 265 | 12 ноября 2001 года   | Разбившийся самолёт                                                                  | A300B4-605R          | American Airlines                             | Из-за разрушения хвостового оперения после взлёта потерял управление и упал на город (подробнее…)         | [ 37 ] |
| Нью-Мексико                | Киртланд                      | 23  | 6 мая 1951 года       | Convair B-36B американских ВВС                                                       | B-36D-25-CF          | ВВС США                                       | При посадке с сильным встречным ветром ударился о полосу и взорвался                                      | [ 38 ] |
| Огайо                      | Уайандот, близ Марселлеса     | 38  | 5 марта 1967 года     | Convair 580 компании Lake Central Airlines                                           | CV-580               | Lake Central Airlines                         | Отделившаяся лопасть разрубила фюзеляж (подробнее…)                                                       | [ 39 ] |
| Оклахома                   | Картер, близ Ардмора          | 83  | 22 апреля 1966 года   | Lockheed L-188C Electra компании American Flyers Airline                             | L-188C               | American Flyers Airline                       | При заходе на посадку упал на землю из-за остановки сердца у пилота (подробнее…)                          | [ 40 ] |
| Орегон                     | Клакамас, близ Уэмма          | 18  | 1 октября 1966 года   | Douglas DC-9-14 компании West Coast Airlines                                         | DC-9-14              | West Coast Airlines                           | При заходе на посадку врезался в гору (подробнее…)                                                        | [ 41 ] |
| Пенсильвания               | Хопуэлл, близ Питтсбурга      | 132 | 8 сентября 1994 года  | Разбившийся самолёт                                                                  | B737-3B7             | USAir                                         | Упал с эшелона из-за отказа руля направления (подробнее…)                                                 | [ 42 ] |
| Род-Айленд                 | Куонсет-Пойнт                 | 8   | 1 июня 1950 года      | Lockheed P2V-2 Neptune Военно-морского флота США                                     | P2V-2                | ВМФ США                                       | При вынужденной посадке врезался в землю до ВПП                                                           | [ 43 ] |
| Северная Дакота            | Майнот                        | 13  | 17 января 1968 года   | Boeing KC-135A-BN Stratotanker американских ВВС                                      | KC-135A-BN           | ВВС США                                       | Разбился при взлёте в метель                                                                              | [ 44 ] |
| Северная Каролина          | Хендерсонвилл, Хендерсон      | 82  | 19 июля 1967 года     | Разбившийся самолёт · Cessna 310                                                     | B727-22 Cessna 310   | Piedmont Airlines Lanseair Inc.               | Столкновение в воздухе (подробнее…)                                                                       | [ 45 ] |
| Теннесси                   | Кок, близ Ньюпорта            | 39  | 9 июля 1964 года      | Разбившийся самолёт                                                                  | Vickers 745          | United Air Lines                              | Пожар на борту (подробнее…)                                                                               | [ 46 ] |
| Техас                      | Ирвинг, близ Далласа          | 135 | 2 августа 1985 года   | Разбившийся самолёт                                                                  | L-1011-385-1         | Delta Air Lines                               | При посадке потерял высоту и врезался в землю (подробнее…)                                                | [ 47 ] |
| Флорида                    | Эверглейдс, близ Майами       | 110 | 11 мая 1996 года      | Разбившийся самолёт                                                                  | DC-9-32              | ValuJet Airlines                              | Пожар на борту (подробнее…)                                                                               | [ 48 ] |
| Южная Дакота               | Эллсуорт                      | 26  | 27 августа 1954 года  | Convair RB-36H американских ВВС                                                      | RB-36H-25-CF         | ВВС США                                       | При ночном заходе на посадку зацепил отключенные огни подхода                                             | [ 49 ] |
| Южная Каролина             | Ори, близ Мертл-Бич           | 39  | 23 июля 1950 года     | Curtiss C-46D-10-CU Commando американских ВВС                                        | C-46D-10-CU (TC-46D) | ВВС США                                       | Упал после взлёта из-за разрушения элерона (подробнее…)                                                   | [ 50 ] |
| Юта                        | Брайс-Каньон                  | 52  | 21 октября 1947 года  | Douglas DC-6 компании United Air Lines                                               | DC-6                 | United Air Lines                              | Пожар на борту (подробнее…)                                                                               | [ 51 ] |